# Anne-Sophie De Scheemaekere
Anne-Sophie De Scheemaekere (17 februari 1986) is een Belgisch voormalig hockeyspeelster. 

## Levensloop
De Scheemaekere werd op 12-jarige leeftijd actief bij La Rasante, alwaar ze in 2004 een punt zette achter haar carrière als hockeyspeelster. In seizoen 2002-'03 ontving ze de Gouden Stick. Na vier seizoenen van inactiveit werd ze opnieuw actief als speelster bij Parc HC en hierop aansluitend bij RHC Huy. Vervolgens kwam ze een seizoen uit voor Royal Evere White Star, waarna ze aansloot bij Waterloo Ducks.
Ook maakte ze deel uit van het Belgisch hockeyteam. Met de Red Panthers nam ze onder meer deel aan het Europees kampioenschap van 2013 en het wereldkampioenschap van 2014. In 2015, na de World League, stopte ze als international.
Haar broer Xavier was eveneens actief in het hockey.